# FM-тюнер

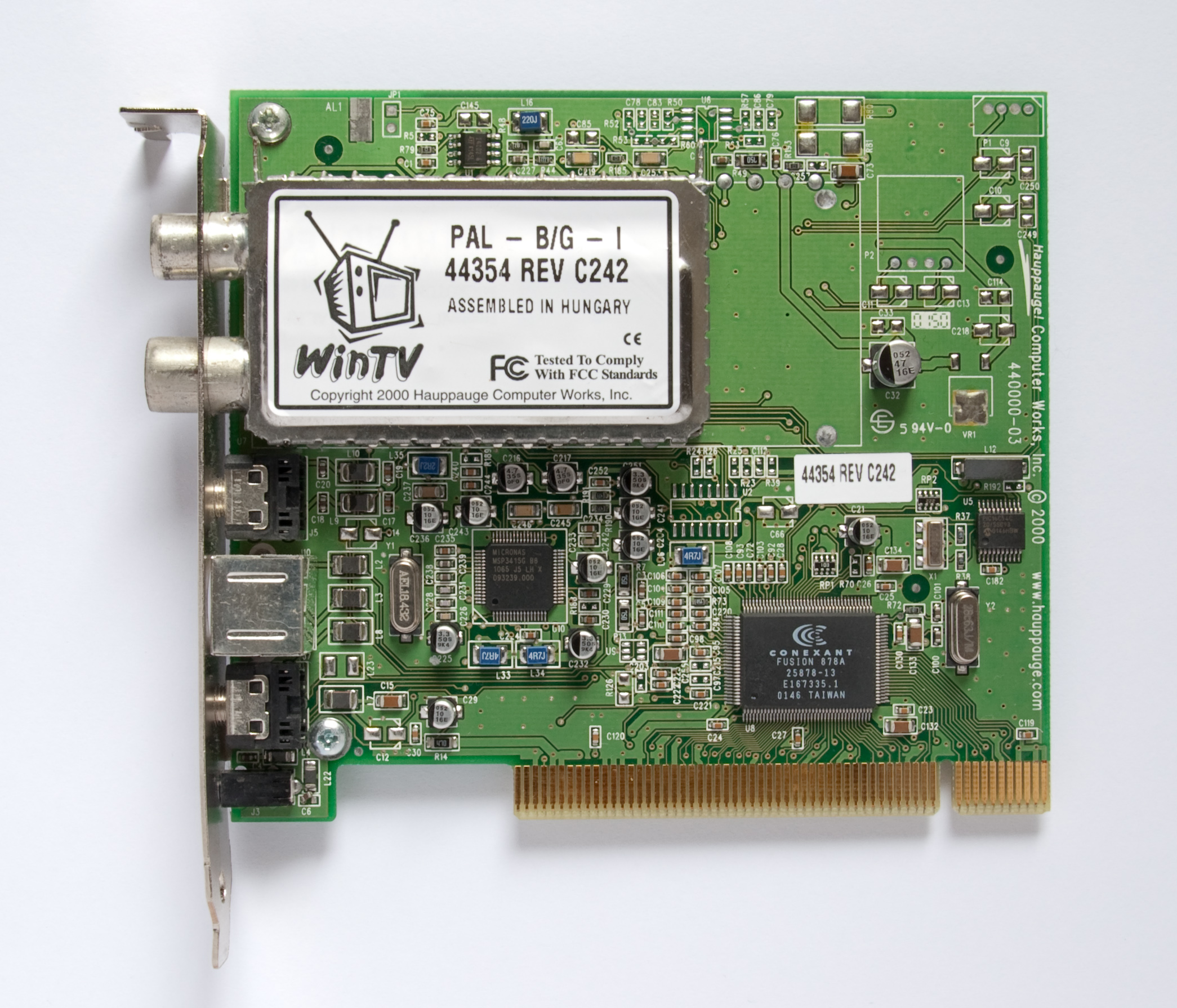
FM-тюнер у вигляді окремої плати для слоту PCI

FM-тюнер (англ. FM Tuner) — несамостійний радіоелектронний пристрій для прийому FM-сигналу (радіосигнал, що використовує частотну модуляцію).
Для комп'ютерів FM-тюнери виготовляються у вигляді наступних форм-факторів: окрема плата з ПЗ (наприклад, для слоту PCI), у вигляді зовнішнього USB FM-тюнера і для ноутбуків з інтерфейсом ExpressCard.